# David Name Terán
David Name Terán (Sincelejo, 14 de octubre de 1939-Barranquilla, 30 de enero de 2023) fue un empresario, político y constructor colombiano.

## Biografía
Nació en Sincelejo desde su niñez se radicó en Barranquilla hasta su muerte. Prestó su servicio en la Fuerza Aérea Colombiana como piloto pero nunca ejerció, se incorporó en el Ejército Nacional de Colombia como coronel de reserva y obtuvo su grado de masonería.
Hizo sus estudios de ingeniería civil en la Universidad Sudamericana en Buenos Aires e hizo su maestría de ciencias políticas en la Universidad Ortodoxa Autocéfala de Grecia. Obtuvo el título honoris causa en Derecho y Ciencias Sociales de la Universidad Libre.
Empezó su trayectoria como empresario y director de Consultores para el Desarrollo S.A. participando de las inversiones viales y viviendas al nivel local y regional. Incursionó en la política como diputado del Atlántico, Concejal de Barranquilla y Representante a la Cámara por el movimiento político Movimiento de Integración Social Liberal (Misol) que fundó con su hermano David Name Terán.
El 30 de enero de 2023 falleció en Barranquilla tras complicarse su salud, debido a una enfermedad que lo aquejaba desde hacía varios años.